# Floriceni, Soroca
Floriceni este un sat din cadrul comunei Căinarii Vechi din raionul Soroca, Republica Moldova.
Satul a fost întemeiat în anul 1922. Localnicii mai numesc locul „lângă iazul Florului”.

## Demografie
Conform recensământului populației din 2004, satul Floriceni avea 221 de locuitori: 215 moldoveni/români și 6 ucraineni.